# U-26 (1936)

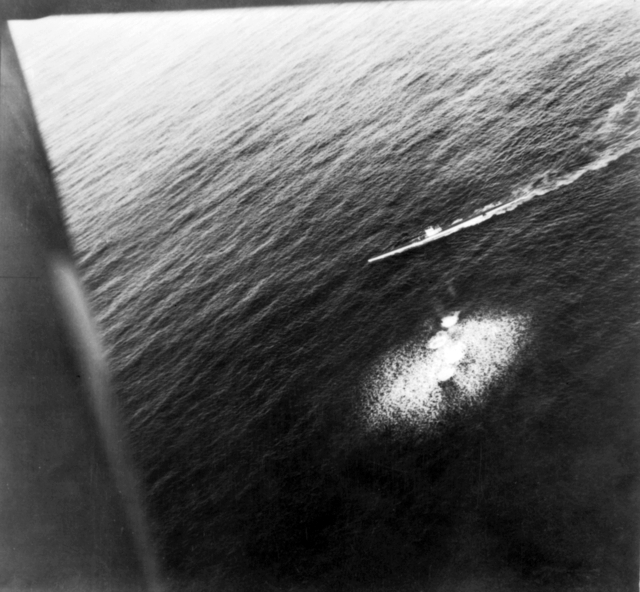
Luchtaanval op de U 26

De Duitse U-boot U 26 was een van de twee Type IA oceaangaande U-boten geproduceerd door de Kriegsmarine van Nazi-Duitsland. De U 26 was gebouwd in Bremen en afgeleverd in mei 1936. Hij was een kort maar succesvol leven geschoren, met elf gezonken schepen op zijn naam.
Tot 1940 werd de U 26 vooral gebruikt als een trainingsboot en voor propagandadoeleinden. Tijdens proefvaarten bleek al snel dat het Type IA duikboot moeilijk handelbaar was door zijn slechte stabiliteit en langzame duiksnelheid.
Toen er begin 1940 een tekort aan beschikbare U-boten was werd de U 26 in gevechtsdienst genomen. In totaal heeft U 26 zes oorlogspatrouilles gevaren, waarin hij elf schepen tot zinken bracht en één zwaar beschadigde. Tijdens zijn eerste patrouille bracht hij drie koopvaardijschepen tot zinken en kon een Brits oorlogsschip beschadigen door het leggen van zeemijnen. In zijn tweede patrouille werd hij de eerste U-Boot tijdens de Tweede Wereldoorlog die de Middellandse Zee bereikte. U 26 nam nog deel aan drie andere succesvolle patrouilles waarin hij nog vier koopvaardijschepen deed zinken.

## Bouwgeschiedenis
De kiel van de U 26 werd gelegd door DeSchiMAG AG Weser in Bremen op 1 augustus 1935 en kreeg werfnummer 904. De tewaterlating gebeurde op 14 maart 1936 en hij ging in dienst op 6 mei datzelfde jaar onder Kapitänleutnant Werner Hartmann.

## Operationële geschiedenis
U 26 heeft zes patrouilles uitgevoerd tussen augustus 1939 en juli 1940. Hierbij heeft hij twaalf schepen doen zinken of beschadigd.

### Eerste patrouille
U 26 behoord initieel tot de groep van Duitse U-boten die in de Atlantische Oceaan zouden worden ingezet voor de invasie van Polen. De U 26 had bevelen van het Oberkommando der Marine (OKM) om een mijnenveld te leggen voor de haven van Portland. Hij vertrok naar zee met een lading zeemijnen en zes torpedo's onder het bevel van Klaus Ewerth. De eerste twee pogingen om zeemijnen te leggen mislukten omwille van antiduikboot patrouilles. Vier dagen later vond Ewerth wel een goede positie om zijn hele lading zeemijnen te leggen. Hierna ontsnapte hij naar dieper water om zijn bemanning te laten rusten en de torpedo's te laden.
Terwijl de U 26 westwaarts voer, werd hij opgejaagd door Britse anti-duikbootschepen waardoor hij diep moest duiken en niet kon communiceren. Eerder had de Britse Admiraliteit het zinken van een mijnenleggende U-boot bevestigd, waardoor Dönitz vreesde dat de U 26 was gezonken in ondiep water met het kostbare Enigma toestel aan boord. Ook vreesde hij dat het toestel in handen van de Britten kon vallen. Daarom liet hij alle Enigma instellingen wijzigen en werden mijnenleggende U-boten er niet meer met uitgerust.
De U 26 kon echter wel veilig ontsnappen naar de Atlantische Oceaan vanwaar hij veilig zijn succes kon rapporteren aan Dönitz.
In totaal werden door de zeemijnen van de U 26 in zijn eerste missie drie vrachtschepen gezonken (een Grieks, een Belgisch en een Nederlands), in totaal 17.414 ton. Ook kon hij het korvet HMS Kittiwake zwaar beschadigen.

### Ondergang
De U 26 werd getroffen ten zuidwesten van Ierland door dieptebommen van het Britse Flower-class korvet HMS Gladiolus en de Australische Short Sunderland vliegboot van het No. 10 Squadron RAAF. De bemanning (48 man) hebben het allemaal overleefd. zes bemanningsleden zijn echter wel omgekomen toen een Heinkel He 111 zijn overblijvende bommen per ongeluk dropte op POW Camp 5 in Duff House, Banff, Schotland.

## Fictie
De U-boot in de film Raiders of the Lost Ark heeft het nummer U 26. Echter is de replica in de film wel van het type VIIC. Dit komt omdat de replica eigenlijk van de U 96 was, geleend van de makers van Das Boot. Beide films werden gefilmd in de U-boot bunkers in La Rochelle rond dezelfde periode.

## Samenvatting van de aanvallen
| Datum             | Naam                    | Nationaliteit       | Tonnage (GRT) | Noodlot         |
| ----------------- | ----------------------- | ------------------- | ------------- | --------------- |
| 15 september 1939 | Alex van Opstal         | België              | 5,965         | Gezonken (Mijn) |
| 7 oktober 1939    | Binnendijk              | Nederland           | 6,873         | Gezonken (Mijn) |
| 13 november 1939  | Loire                   | Frankrijk           | 4,825         | Gezonken (Mijn) |
| 22 november 1939  | Elena R.                | Griekenland         | 4,576         | Gezonken (Mijn) |
| 12 februari 1940  | Nidarholm               | Noorwegen           | 3,482         | Gezonken        |
| 14 februari 1940  | Langleeford             | Verenigd Koninkrijk | 4,622         | Gezonken        |
| 15 februari 1940  | Steinstad               | Noorwegen           | 2,477         | Gezonken        |
| 21 april 1940     | Cedarbank               | Verenigd Koninkrijk | 5,159         | Gezonken        |
| 26 juni 1940      | Frangoula B. Goulandris | Griekenland         | 6,701         | Gezonken        |
| 30 juni 1940      | Belmoira                | Noorwegen           | 3,214         | Gezonken        |
| 30 juni 1940      | Merkur                  | Estland             | 1,291         | Gezonken        |
| 1 juli 1940       | Zarian                  | Verenigd Koninkrijk | 4,871         | Gezonken        |